# Ni no Kuni II: Revenant Kingdom
Ni no Kuni II: Revenant Kingdom (二ノ国II レヴァナントキングダム, Ni no Kuni: Revananto Kingudamu) é um jogo eletrônico de RPG de ação desenvolvido pela Level-5 e publicado pela Bandai Namco Entertainment. O jogo é uma sequência de Ni no Kuni: Wrath of the White Witch, e foi lançado em 23 de março de 2018 para Microsoft Windows e PlayStation 4.
A história segue Evan Pettiwhisker Tildrum, um jovem rei que foi usurpado de seu castelo e se propõe a construir um novo reino. Os jogadores podem navegar livremente por Evan por todo o mundo do jogo, enquanto outros personagens do grupo podem ser livremente controlados em batalhas. Durante essas batalhas, os jogadores usam habilidades mágicas e são assistidos por criaturas elementares conhecidas como "Higgledies", que são usadas para lançar feitiços e conceder outros bônus de combate. O jogo recebeu uma recepção positiva da crítica e vendeu mais de 900.000 cópias em todo o mundo até maio de 2018.